# Orde del Crisantem
L'Orde Suprem del Crisantem (大勲位菊花章 - Daikun'i Kikkashō, literalment Gran Orde de la Insígnia del Crisantem) és la màxima condecoració del Japó. Va ser creat l'any 1876 per l'Emperador Meiji. El collar va ser afegit el 4 de gener de 1888. Si bé tècnicament l'orde només té una única classe, pot ser atorgada amb collar o amb gran cordó (en banda). A diferència de les seves equivalents europees, pot ser atorgada a títol pòstum.
El collar de l'orde només és atorgat a títol pòstum, excepte per l'Emperador regnant, que adquireix el rang automàticament. Es fa una excepció en cas dels caps d'estat estrangers, que poden rebre el collar com a signe d'amistat.
El gran cordó és el màxim honor possible que pot rebre un japonès del seu govern durant la seva vida. A part dels membres de la Família Imperial, només s'han concedit 3 grans cordons a ciutadans en vida i 11 a títol pòstum.
El disseny simbolitza el, una energia tan poderosa com el Sol Naixent.

## Disseny

Galó de l'orde

- La insígnia: Una estrella de 4 puntes en daurat amb raigs d'esmalt blanc. Al centre llueix un disc solar en esmalt vermell (simbolitzant la bandera del Japó). A cadascun de les 4 cantonades hi ha un crisantem en esmalt groc i les fulles en esmalt verd. Penja d'un crisantem en esmalt groc.
- L'estrella: És similar a la insígnia, però en platejat, sense el crisantem de suspensió, però amb un medalló de 8 puntes en daurat (amb 8 raigs en esmalt blanc i l'esmalt del disc solar en vermell situat al centre). Es llueix a l'esquerra del pit.

El collar llueix els 2 caràcters Kanji mei i ji, indicant l'era en què s'instituí l'orde, i usa una forma clàssica, adornat amb crisantems i fulles.
La banda és vermella amb una franja lateral en blau fosc. Penja de l'espatlla esquerra.

## Membres de l'orde

### Família Imperial
- Emperador Akihito del Japó
- Naruhito, Príncep Hereu del Japó
- Príncep Akishino
- Príncep Hitachi
- Príncep Mikasa
- Príncep Tomohito of Mikasa
- Príncep Katsura
- Príncep Takamado

### Gran Cordó (vius)
- Rei Juan Carlos I d'Espanya
- Rei Harald V de Noruega
- Rei Bhumibol Adulyadej de Tailàndia
- Sultà Azlan Shah de Perak
- Antic Primer Ministre Yasuhiro Nakasone
- Príncep Felip, Duc d'Edinburg
- Carles, Príncep de Gal·les

### Gran Cordó (morts)
- El rei Birendra de Nepal
- L'antic primer ministre Noboru Takeshita
- L'antic president dels Estats Units Ronald Reagan

### Collar
- La Reina Elisabet II del Regne Unit